# Бонни Тайлер
Бо́нни Та́йлер (англ. Bonnie Tyler), при рождении Ге́йнор Хо́пкинс (англ. Gaynor Hopkins; род. 8 июня 1951, Скуэн, Уэльс, Великобритания) — валлийская певица, известная характерным хриплым голосом. Популярность к исполнительнице пришла с выходом альбома The World Starts Tonight в 1977 году и синглов «Lost in France» и «More Than a Lover». Её сингл «It’s a Heartache» 1978 года достиг четвёртого места в UK Singles Chart и третьего места в американском Billboard Hot 100.
В 1980 году Тайлер начала заниматься рок-музыкой вместе с композитором и продюсером Джимом Стайнманом. Он написал известный хит «Total Eclipse of the Heart», ведущий сингл с альбома Faster Than the Speed of Night 1983 года (возглавлял британский чарт). Стейнман также написал певице другой большой хит 1980-х «Holding Out for a Hero». В 1990-е она добилась успеха в континентальной Европе с Дитером Боленом, который написал и спродюсировал хит «Bitterblue». В 2003 году Тайлер перезаписала «Total Eclipse of the Heart» с французской певицей Карин Энтонн. Их двуязычный дуэт возглавил французские чарты. Как «It’s a Heartache», так и «Total Eclipse of the Heart» находятся среди лидеров по количеству продаж среди синглов всех времён, с общим количеством более шести миллионов проданных копий каждый.
Певица представляла Великобританию на песенном конкурсе «Евровидение 2013» с песней «Believe in Me», которая вошла в её шестнадцатый студийный альбом Rocks and Honey
Карьера певицы принесла ей, помимо других наград, три номинации на премию «Грэмми», а также три номинации на премию BRIT Awards.

## Биография

### 1951—1974: Ранние годы
Гейнор Хопкинс родилась в валлийском городке Скуэне в семье угольного шахтёра Глиндура и домохозяйки Элси Хопкинс. Семья Хопкинс воспитывала четырёх дочерей и двух сыновей, они жили в муниципальном доме с четырьмя спальнями. Старшие братья и сёстры имели самые разнообразные музыкальные вкусы и познакомили её с творчеством Элвиса Пресли, Фрэнка Синатры и The Beatles. Хопкинс и её семья были глубоко религиозными протестантами. Её первое публичное выступление в детстве состоялось в часовне, где она исполнила англиканский гимн «All Things Bright and Beautiful».
Школу она оставила, так и не получив аттестата, и начала работать в продуктовом магазине. В 1969 году приняла участие в местном конкурсе музыкальных талантов, и, заняв второе место, решила связать свое будущее с карьерой певицы. Через газетную рекламу нашла место бэк-вокалистки в коллективе Bobby Wayne and The Dexies, а затем сформировала свою собственную соул-группу под названием Imagination. Примерно в это же время изменила свое имя на Шэрен Дэвис, чтобы избежать путаницы с валлийской фолк-певицей Мэри Хопкин.

### 1975—1978:The World Starts TonightиNatural Force
В 1975 году Шэрен Дэвис заметил «охотник за талантами» Роджер Белл, когда она пела со своей группой в клубе Townsman в Суонси. Он пригласил её в Лондон сделать демозапись. Через несколько месяцев она получила телефонный звонок от лейбла RCA Records, который предложил ей контракт на запись. В лейбле также порекомендовали, чтобы она снова сменила своё имя. Составив список фамилий и (христианских) имён из газеты, Дэвис нашла себе новое имя и фамилию — «Бонни Тайлер».
В 1976 году менеджерами, авторами песен и продюсерами певицы становятся Ронни Скотт и Стив Вулф. Дебютным синглом стала песня «My! My! Honeycomb», которая была выпущена в апреле 1976 года. Сингл не имел успеха и не попал в чарты. RCA Records увеличил рекламные усилия для выхода в свет второго сингла Тайлер «Lost in France», устроив ей вечеринку с группой журналистов во французском замке. Сразу после выхода в свет в сентябре 1976 года сингл не имел особого успеха, но к концу года вошёл в главную десятку синглов. Следующий сингл исполнительницы «More Than a Lover» был хорошо воспринят некоторыми критиками и она исполнила эту песню на телепередаче BBC Top of the Pops 31 марта 1977 года. Песня достигла 27-й позиции в Великобритании.
Несмотря на выпуск двух популярных синглов «Lost in France» и «More Than a Lover», дебютный альбом Тайлер 1977 года, The World Starts Tonight, оказался неудачным в Европе, за исключением Швеции, где поднялся до второй позиции.
В том же 1977 году в связи с узелковыми утолщениями Бонни подверглась операции на гортани, после которой врачи строго рекомендовали ей не разговаривать в течение полутора месяцев. Однако в один из дней Бонни в порыве отчаяния позволила себе кричать, в результате чего её голос приобрел лёгкую хрипотцу(по другой версии, причиной изменения голоса Тайлер стала хирургическая ошибка). Вначале певица решила, что это приведёт к окончанию её певческой карьеры, однако неожиданно для неё сингл «It’s a Heartache» в июне 1978 года помог певице вновь привлечь популярность в 1978 году, достигнув 4 позиции в Великобритании. Песня также стала её первым хитом в Штатах, достигнув третьей позиции в Billboard Hot 100.
Второй студийный альбом Natural Force, выпущенный в том же году, получил «золотую» сертификацию RIAA с количеством продаж более полумиллиона копий. «Here Am I» был выпущен как третий сингл весной 1978 года, но песня не смогла добиться успеха в Великобритании и США, хотя попала в чарты в других европейских странах.

### 1979—1981:Diamond CutиGoodbye to the Island
Третий студийный альбом Тайлер Diamond Cut, вышел в 1979 году. Большинство песен были вновь написаны и спродюсированы Ронни Скоттом и Стивом Вулфом.
Diamond Cut стал хитом в Норвегии и Швеции, но в Billboard 200 занял лишь 145 место. AllMusic объявил альбом апогеем раннего этапа карьеры исполнительницы, «и мощной как динамит демонстрацией неподдельного голоса Тайлер». Record Mirror дал альбому три звезды из пяти, утверждая, что недостаточное качество лишь нескольких песен не позволило поставить высший балл и что альбом «обязателен к прослушиванию» всем поклонникам кантри.
До альбома Diamond Cut были выпущены два сингла, это «My Guns Are Loaded» и «Too Good to Last». В 1979 году Тайлер также выпустила сингл «(The World Is Full) Married Men», который был использован в качестве музыкальной темы для одноимённого фильма. Тайлер появилась в фильме, поя в течение заглавных кадров. Сингл достиг максимальной 35-й позиции в UK Singles Chart в июле 1979 года. Record Mirror раскритиковал песню; его обозреватель написал: «Бонни перестаёт жевать гравий на минуту или две…» и продолжает: «В конце концов она снова занялась шлифовкой моих барабанных перепонок. Ой».
В 1979 году состоялся первый тур Тайлер по Японии. Во время своего визита она представляла Великобританию на Международном фестивале популярной музыки, который проходил в Токио. Певица выиграла конкурс с песней «Sitting on the Edge of the Ocean», написанной Скоттом и Вулфом. «I Believe in Your Sweet Love» также был выпущен в 1979 году. После выхода Record Mirror включил песню в список синглов недели в 1979 году.
Оба сингла «Sitting on the Edge of the Ocean» и «I Believe in Your Sweet Love» были представлены в заключительном студийном альбоме Тайлер под лейблом RCA Records — Goodbye to the Island. Альбом был выпущен в 1981 году, его записали в Алгарви, Португалия. AllMusic оценил альбом тремя звёздами из пяти, а другие обозреватели пророчили, что Тайлер «суждено остаться исполнительницей одной хита». Фил Хендрикс с Cherry Records написал, что Тайлер «[Доказывала] снова и снова, что она одна из тех редких артисток, которые могут, будто получив волшебный пендель, упасть на провальное места в чарте и взлететь снова на гору, не испытав при этом никакого ущерба».

### 1982—1987:Faster Than the Speed of NightиSecret Dreams and Forbidden Fire
После четырёх альбомов под лейблом RCA Records, Тайлер захотела изменить музыкальный стиль. Дэвид Аспден сменил Ронни Скотта и Стива Вулфа на посту менеджера певицы, а после того, как она увидела Мита Лоуфа, выступавшего на телепередаче The Old Grey Whistle Test, она пригласила Джима Стайнмана стать её продюсером.
Стайнман попросил Тайлер отправить ему некоторые из её предыдущих альбомов для прослушивания. Хотя он не был впечатлён музыкой, которую она записала, он увидел потенциал в её голосе. Через три недели он пригласил её в свою квартиру в Нью-Йорке, где подарил «Total Eclipse of the Heart», песню, которая стала «трансатлантическим хитом номер один» в 1983 году. Сингл вошёл в альбом Faster Than the Speed of Night, получивший платиновую сертификацию RIAA. За исполнение песни Бонни получила две номинации на «Грэмми» — Лучшее вокальное женское поп-исполнение и Лучшее вокальное женское рок-исполнение (награду получили певицы Айрин Кара и Пэт Бенатар).
Faster Than the Speed of Night стал первым альбомом Тайлер, выпущенным под лейблом Columbia Records, он попал в UK Albums Chart, где занял первую позицию и получил серебряную сертификацию BPI за продажу более 60 000 копий. В Соединённых Штатах альбом стал платиновым, было продано более полумиллиона копий.
В 1984 году Тайлер записала сингл «Here She Comes» для отреставрированной версии научно-фантастического фильма «Метрополис». Несмотря на то, что Тайлер не вошла в топ-75 в Великобритании или Соединённых Штатах, она была номинирована на лучшее женское вокальное рок-исполнение на премии «Грэмми» 1985 года.
Тайлер продолжила работать с Джимом Стайнманом в шестом студийном альбоме Secret Dreams and Forbidden Fire 1986 года. Он работал исполнительным продюсером и написал для неё четыре песни, включая её наиболее успешный сингл «Holding Out for a Hero». Песня была выпущена ещё в 1984 году как часть саундтрека к фильму «Свободные».
Альбом имел успех в чартах Европы, но не смог существенно повлиять на американские чарты, достигнув лишь 106 места в Billboard 200. Критика была в целом отрицательная, а продюсерскую работу Стайнмана описывали как «[слишком] снисходительную». Secret Dreams and Forbidden Fire стал последним альбомом Тайлер, появлявшимся в американских чартах, он включал сингл «If You Were a Woman (And I Was a Man)», который попал в американские чарты. В Великобритании альбом достиг 24-го места.
В 1987 году Тайлер была приглашена Майком Олфилдом для записи песни «Islands» (впоследствии стала синглом) в одноимённый альбом. Альбом и сингл стали относительно успешными в Европе.

### 1988—1990:Hide Your Heart
В 1988 году Тайлер выпустила ещё один альбом с Columbia Records. Он был выпущен под названием Hide Your Heart в Европе и Notes from America в Штатах. Среди плодотворных авторов песен в альбоме — Майкл Болтон, Альберт Хаммонд и Дезмонд Чайлд, который был также продюсером альбома. Альбом пользовался некоторым успехом в континентальной Европе, в Великобритании он достиг лишь 78-й позиции и не попал в чарты в Соединённых Штатах. Синглы с Hide Your Heart, были незначительным хитами для Тайлер, но продолжали быть главными хитами для других артистов, включая Kiss (с «Hide Your Heart»), Робина Бека, Шер и Фриду Пейн (с «Save Up All Your Tears») и Тину Тёрнер (с «The Best»). Оглядываясь назад в те годы, Дейсмонд Чайлд сказал:
Бонни Тайлер является одной из лучших певиц на Земле. Почему?
Потому что приходит в студию подготовленной. Я никогда не видел,
чтобы она пела, читая с листа текст песни. Она приходит с заученной
песней, поэтому, когда она стоит там и поёт, она закрывает глаза. Она в
священном месте, и ты это чувствуешь. Можно многое сказать
о Бонни Тайлер, но нельзя сказать, что она не чувствует, про что поёт
В рамках гастролей в поддержку альбома Hide Your Heart по Великобритании, в 1988 году Тайлер выступала на фестивале «Рединг» среди таких артистов, как Мит Лоуф и Jefferson Starship. И Тайлер, и Мит Лоуф подверглись жестокому обращению со стороны аудитории, поскольку во время выступлений зрители бросали в них бутылки. Мит Лоуф прервал свое выступление после травмы, однако Тайлер смогла завершить выступление и призвала зрителей подпевать песне «It’s а Heartache».
Также в 1988 году Тайлер озвучила персонажа Полли Гартера в постановке Джорджа Мартина «Под сенью молочного леса», по драме Дилана Томаса.
В 1989 году певица приезжала с гастролями в СССР.
В 1990 году Тайлер записала песню «Into the Sunset» для саундтрека к мультсериалу «Камень сновидений». Изначально планировалось записать песню в дуэте с певцом Роджером Долтри, но из-за конфликтов в расписании мужской вокал был записан Майком Баттом.

### 1991—1994: успех в Европе

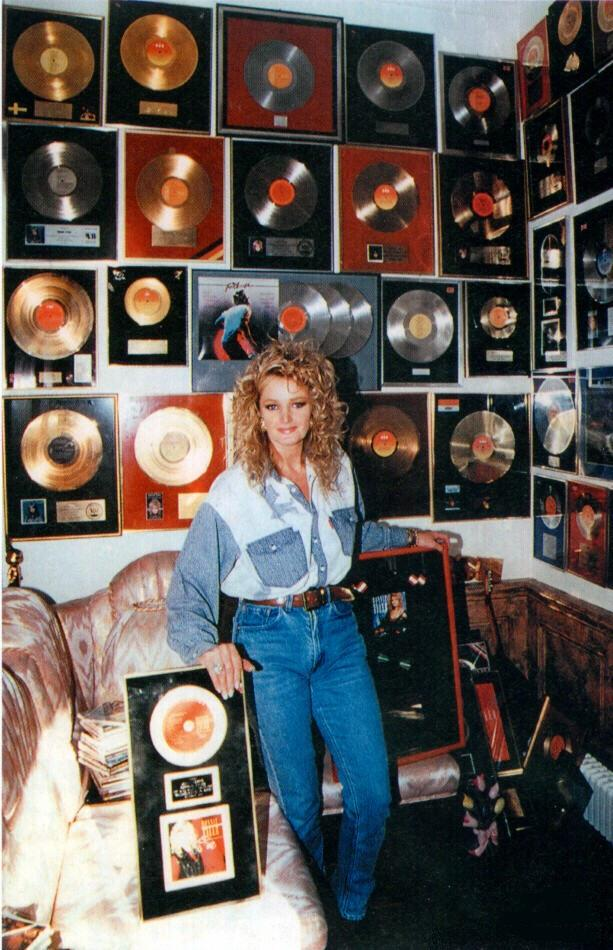
Бонни в своём доме в Уэльсе в 1993 году

Немецкий продюсер и автор песен Дитер Болен связался с Тайлер в 1991 году, предложив сотрудничество. Болен убедил её, сначала не особо желающую, что «[ей следует] только быть капельку коммерческой». В итоге Тайлер подписала контракт с немецким лейблом Hansa Records, выпустив восьмой альбом Bitterblue 11 ноября 1991 года.
AllMusic описал альбом как «приятный сборник попсы». Они также утверждали, что альбом начало «гораздо более мейнстримного и менее помпезного» направления в карьере Тайлер. Billboard раскритиковал альбом утверждая, что «пафосная постановка с безумными волынками и хоровым чириканием детей на переднем фоне перекрывают характерный хриплый голос Тайлер и отодвигают его на второй план».
Наряду с Боленом над альбомом работали такие песенники и продюсеры как Джорджо Мородер, Альберт Хаммонд и Ник Кершоу. Главный сингл альбома, «Bitterblue», имел успех в континентальной Европе, получив в Германии награду за «Заметную песню года» от радиопремии RSH-GOLD. Альбом получил четыре платиновых сертификаций в Норвегии с продажей в более 200 000 копий. В Германии было продано ещё 250 000 копий. Учитывая все сертификации альбома, было продано более полумиллиона копий Bitterblue с момента его выпуска, но он не попал в чарты родной Великобритании.
Следующим альбомом стал Angel Heart, выпущенный в октябре 1992 года. Болен написал одиннадцать из четырнадцати песен в альбоме. Остальные три написали Джерри Линн Уильямс, Фрэнки Миллер, Крейг Джойнер, Роберт Джон «Матт» Ланг и Энтони Митмен. В альбоме Тайлер объединилась с Фрэнки Миллером для их второго дуэта в песне «Save Your Love». Выпущенный менее чем через год после предыдущего альбома, Angel Heart добился аналогичного успеха, с сертификациями: IFPI Норвегия (платина), IFPI Австрия (золото), IFPI Швейцария (золото) и BMVI (золото). Вторя «Bitterblue», ведущий сингл альбома «Fools Lullaby» имел европейский успех, поднявшись в чарте Норвегии до 6 позиции. Успех Тайлер с Angel Heart принёс ей несколько наград и номинаций, включая премию Bravo Otto в Германии и премию «Echo» как лучшей поп/рок исполнительнице 1993 года.
В январе 1993 года бывшая звукозаписывающая компания Тайлер Columbia Records выпустила сборник The Very Best of Bonnie Tyler. Тайлер считала, что сборник был выпущен, чтобы конкурировать с её только что записанной работой. AllMisic описал его как «выдающуюся коллекцию». The Very Best of Bonnie Tyler получил платиновую сертификацию BMVI.
Третий и последний альбом под лейблом Hansa Records, Silhouette in Red, был выпущен в октябре 1993 года. Успех этого альбома в Европе был меньше по масштабам чем предыдущие, хотя в Норвегии он все ещё получил платиновую сертификацию. Коллектив авторов был столь же узким, как и в Angel Heart, поскольку Болен написал 12 из 15-ти песен. Последний трек, «You Will not See Me Cry», был написан в соавторстве с Ли Морисом и братом Тайлер — Полом Хопкинсом. Для альбома она также записала песню Джо Кокера «You Are So Beatiful». В альбомах Angel Heart и Silhouette in Red Болен подписывал авторство песен псевдонимами «Стив Бенсон», «Дженнифер Блейк» и «Говард Хьюстон». AllMusic выразил мнение, что артистки, которые повлияли на Тайлер (Дженис Джоплин и Тина Тёрнер) «часто просвечиваются в этом альбоме, их несложно отыскать». После выпуска альбома были даны гастроли по Европе в его поддержку под названием Silhouette in Red Tour. В 1994 году Тайлер получила премию Goldene Europa и выиграла премию «Echo» за лучший международный женский вокал.
В октябре 1994 года Тайлер выпустила заключительный сборник под лейблом Hansa Records Comeback: Single Collection '90-'94, который содержал сингл «Back Home». Ни сборник, ни сингл не увенчались успехом. AllMusic оценил компиляцию двумя звёздами из пяти. Контракт Тайлер с Hansa Records истёк в конце года.

### 1995—1999:Free SpiritиAll in One Voice

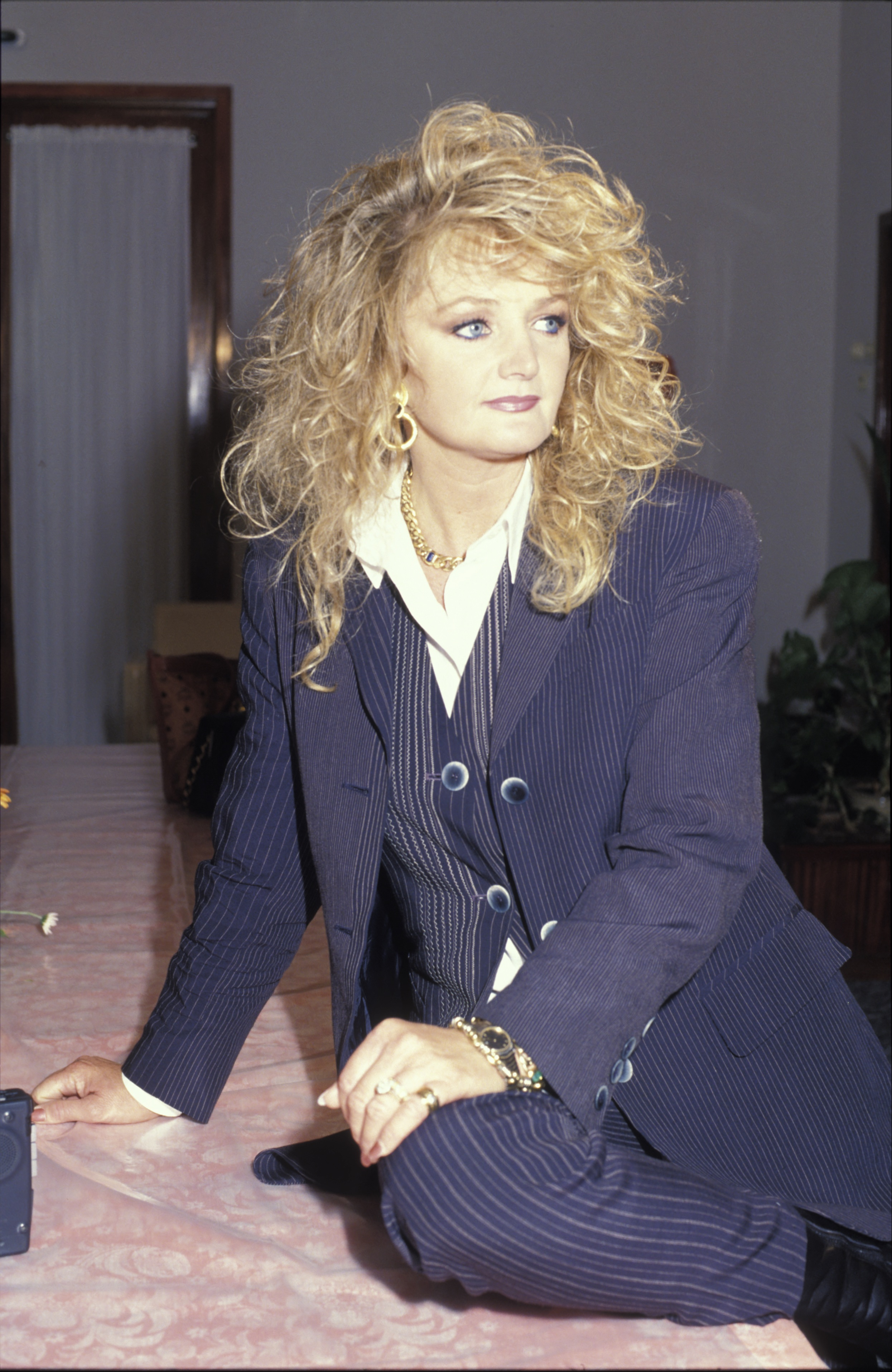
Москва, 1997 год

Дитер Болен воспринял уход Тайлер с Hansa Records «очень лично», описывая её следующий альбом как «один из самых дорогих провалов в истории EastWest Records». Именно с EastWest она записала Free Spirit, который получил признание критиков и стал её первым релизом в США после Hide Your Heart 1988 года. В создании записи были задействованы такие плодотворные продюсеры, как Дэвид Фостер и Умберто Гатика, а также Джим Стайнман. Их воссоединение ознаменовалось выпуском сингла «Making Love Out of Nothing at All», эта кавер-версия Тайлер чуть не попала в топ-40 Великобритании в январе 1996 года. Сингл включал оперный вокал матери Тайлер во вступлении к песне.
Free Spirit вышел в 1995 году в Европе под лейблом EastWest и в США под лейблом Atlantic Records. В 1996 году вышло переиздание альбома, с добавлением песни «Limelight», которую олимпийская сборная Германии использовала в качестве своей официальной песни. AllMusic утверждал, что «несколько песен на этом альбоме заслуживают среднюю оценку, но есть несколько ярких моментов, которые должны принести этой сборке, от такой энергичной певицы, гораздо больше внимания, чем тот минимум, который она получила».
Вернувшись в Германию в 1997 году, Тайлер записала сингл «He's the King» для немецкого телевизионного фильма «Король Санкт-Паули», который вошёл в альбом All in One Voice. Тайлер появился в фильме, исполняя песню в казино. Сингл вышел в декабре 1997 года, он достиг 95 места в Германии. На этом успех Тайлер завершился, а альбом и его второй сингл «Heaven» не попали в чарты ни одной страны мира.
Также в 1998 году Тайлер записала песню «Tyre Tracks and Broken Hearts» для концептуального альбома Эндрю Ллойда Уэббера и Джима Стайнман Whistle Down The Wind, мюзикл вышел в 1996 году. В следующем году Тайлер записала песню «Is Anybody There?» для альбома Рика Уэйкмана Return to the Centre of the Earth, который стал продолжением альбома Journey to the Centre of the Earth (1974).

### 2000—2003:Greatest HitsиHeart Strings
14 сентября 2001 года Тайлер выпустила сборник Greatest Hits, который содержал семнадцать треков. Альбом вошёл в UK Albums Chart под номером 18 и получил серебряную сертификацию BPI за продажу более 60 000 копий. Greatest Hits достиг топ-10 ещё в пяти европейских странах.
В 2002 году Тайлер начала работать над тринадцатым студийным альбомом Heart Strings, который создавался в связи с предложением EMI к ней записать кавер-альбом с оркестром и группой Тайлер. В альбом она подобрала тринадцать песен, среди которых были композиции таких исполнителей как U2, The Beatles и Брюс Спрингстин. Аранжировщиками выступили композиторы Ник Ингман и Карл Дженкинс, исполнение взял на себя Пражский филармонический оркестр.
Heart Strings вышел 18 марта 2003, после чего Тайлер дала тур по Германии в его поддержку. Альбом попал в европейские чарты, где достиг топ-50 в пяти странах. 
Также в 2003 году французская вокалистка Карин Энтонн прислала Тайлер демозапись, на которой поет «Total Eclipse Of The Heart» с французской аранжировкой под названием «Si demain…», с просьбой выступить с ней дуэтом. Тайлер согласилась, и трек вышел в декабре 2003 года. Он занял первое место во Франции, удерживая позицию в течение десяти недель, а также в Бельгии и Польше, продажи составили более 500 000 копий во Франции. Успех сингла считался возвращением Тайлер в чарты Франции, подавляющее большинство отзывов от музыкальных критиков были одобрительными.

### 2004—2005:Simply Believeи Wings
В апреле 2004 года вышел четырнадцатый студийный альбом Тайлер Simply Believe. В нём было семь новых песен, остальные треки представляли собой перезаписи и кавер-версии. Песня «It’s a Heartache» была выполнена в дуэте с Карин Энтонн. Она вышла как сингл и достигла 12-го места во Франции. Тайлер стала соавтором заглавного трека альбома и двух дополнительных песен с продюсером Жаном Лахсеном. Simply Believe провёл 23 недели в French Album Charts, где достиг 18-го места.
Весной 2005 года Тайлер выпустила пятнадцатый студийный альбом Wings, записанный в Париже. Он включал двенадцать новых песен, две из которых были записаны на французском языке, а также новые версии песен «Total Eclipse Of The Heart» и «It’s A Heartache». Тайлер продвигала альбом обширным туром по Европе, включая телевизионное выступление на Международном фестивале песни в польском Сопоте, а также записала концерты в парижском театре La Cigale и на фестивале Fiestas del Pilar в Сарагосе (Испания). Кадры из всех трёх концертов появились на концертной DVD «Bonnie on Tour», которое вышло в 2006 году. В Великобритании Wings вышел в 2006 году под названием Celebrate. В 2005 году Тайлер за жизненные достижения также получила немецкую международную премию Штайгер.

### 2006—2011:From the Heart: Greatest HitsиBest of 3 CD
В 2006 году Тайлер впервые за много лет появилась на американском телевидении, исполнив песню «Total Eclipse of the Heart» в сопровождении актрисы Люси Лоулесс в программе Celebrity Duets. В следующем году записала новую версию «Total Eclipse Of The Heart» с панк-группой BabyPinkStar и выпустила сборник From the Heart: Greatest Hits, который достиг второго места в Ирландии и 31-го в Великобритании.
В апреле 2009 года Тайлер присоединилась к записи валлийского мужского хора Only Men Aloud! во время их турне по Великобритании, исполнив «Total Eclipse of the Heart». Они записали эту песню для своего второго студийного альбома Band of Brothers, который вышел в октябре. В том же году она записала заглавную песню для нового мюзикла «Cappuccino Girls» Мэла Поупа и исполнила её на премьере в Большом театре Суонси. В том же году Тайлер сыграла камео в сериале «Холлиокс поздней ночью», исполнив песню «Holding Out for a Hero» в эпизоде сна с персонажем Кармель Маккуин (актриса Джемма Мерна).

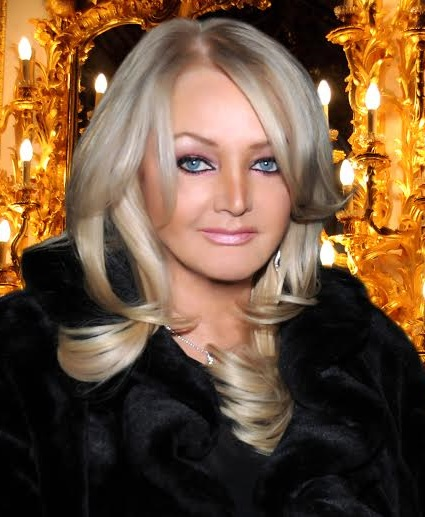
Москва, 2011 год

В 2010 году Тайлер появилась в телевизионной рекламе MasterCard, где исполнила пародию на «Total Eclipse of the Heart». В том же году она выпустила сингл «Something Going On» с кантри-певцом Уэйном Уорнером и новую версию песни «Making Love (Out of Nothing At All)» с Мэттом Петрино в июле и августе соответственно. В октябре она гастролировала с Робином Гиббом по Австралии и Новой Зеландии.
В 2011 году Тайлер появилась на шведском телешоу, «Kvällen är din» («The Evening Is Yours»), где спела «Total Eclipse of the Heart» со шведским певцом Никласом Паулстрьомом. Тайлер также исполнила песню «It’s a Heartache». Она также появилась в качестве гостя в музыкальном видео «Newport (Ymerodraeth State of Mind)», пародии на песню Jay-Z и Алиши Киз «Empire State of Mind» для Comic Relief — благотворительной организации BBC. В том же году Тайлер получила награду на BMI London Awards за «It’s a Heartache», которая принесла ей более 3 миллионов прокруток на телевидении и радио США с момента первой записи в 1977 году. В 2011 году появилась на украинской версии «X-Фактор» как одна из трёх британских гостей, наряду с Кайли Миноуг и Шер Ллойд. Она исполнила «It’s a Heartache», «Total Eclipse of the Heart» и «Holding Out for a Hero». В декабре 2011 года портрет Тайлер написанный художником Ролфом Харрисом, принадлежавший Кэти Симс, был оценён в 50 000 фунтов на аукционе «Antiques Roadshow», который проводила BBC.
В сентябре 2011 года Тайлер выпустила новый сборник под названием Best of 3 CD, который занял 36 место в чартах Франции. В альбом вошла кавер-версия песни «Eternal Flame» группы The Bangles, которую она записала в дуэте с Лаурой Зен на французском и английском языках и выпустила как сингл.

### 2012—настоящее:Rocks and Honey, «Евровидение» иBetween the Earth and the Stars
В начале 2012 года Тайлер начала работать над своим последним альбомом Rocks and Honey. В поисках материала для альбома она отправилась в Нашвилл (штат Теннесси). Продюсером альбома выступил Дэвид Гаффи, а записали его на студии «Blackbird» в Нэшвилле. Ещё до выхода альбома Тайлер послала его на отзыв в BBC. Когда на BBC услышали третий трек «Believe in Me», то попросили Тайлер представить Великобританию с этой песней на песенном конкурсе «Евровидение» 2013 года. Хотя она сначала отказывалась, но потом согласилась, назвав «Евровидение» «отличной рекламой для своего альбома».

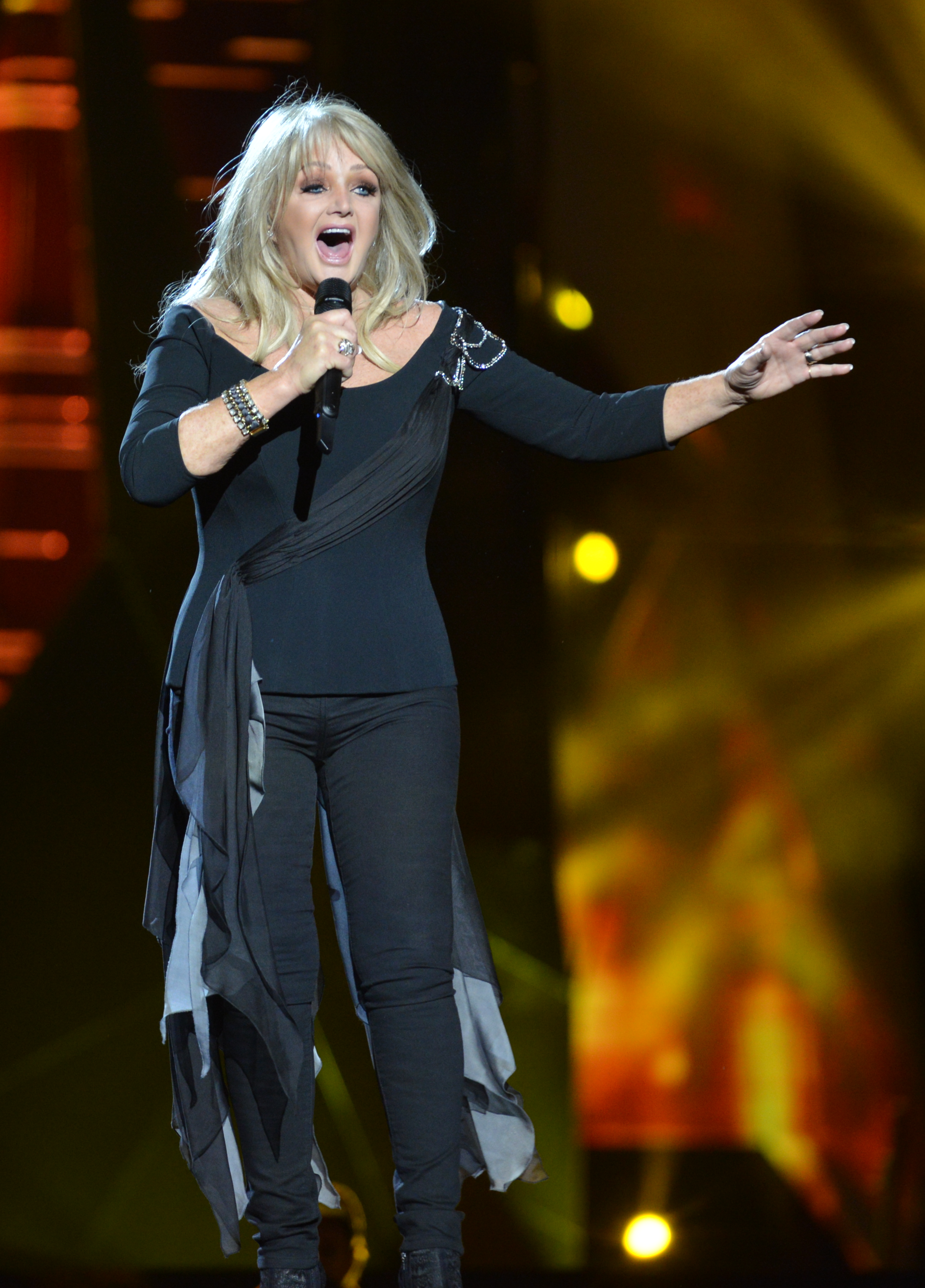
Бонни Тайлер во время выступления на «Евровидении»

Тайлер была объявлена кандидатом от Соединенного Королевства 7 марта 2013 года, вызвав неоднозначную реакцию. «Believe in Me» был выпущен 13 марта и достиг 93 места в сингловом чарте Соединенного Королевства. Будучи членом «Большой пятерки», Великобритания автоматически прошла в финал «Евровидения» 18 мая. Тайлер заняла 19 место, заработав 23 балла. Комментируя результаты, Тайлер заявила, что не расстроена своим местом, наоборот она наслаждалась моментом и готова праздновать.
После конкурса певица стала первым лауреатом премии Eurovision Song Contest Radio Award от Великобритании. Она получила награду «Лучшая песня» и «Лучшая певица».
Альбом Rocks and Honey был выпущен 6 мая 2013 года в Великобритании и занял 52 место в британском альбомном чарте. Песни «This Is Gonna Hurt» и «Love Is The Knife» были выпущены как второй и третий синглы в августе и сентябре 2013 года соответственно.
В 2014 году Тайлер выступила в качестве гостя на треке «Miserere» из альбома Ридиана Робертса One Day like This, и на треке «Fortune» с альбом а Спайка 100 % Pure Frankie Miller.
В марте 2019 года певица выпустила свой семнадцатый студийный альбом Between the Earth and the Stars. Свой предстоящий восемнадцатый студийный альбом The Best Is Yet to Come певица планирует выпустить 26 февраля 2021 года.

## Личная жизнь
14 июля 1973 года Тайлер вышла замуж за Роберта Салливана, девелопера недвижимости и участника олимпийских игр 1972 года (дзюдо). У пары нет детей. В возрасте 39 лет Тайлер перенесла выкидыш.
С 1988 года Тайлер и ее муж владеют домом с пятью спальнями в городе Албуфейра, в котором супруги проводят большую часть времени. Тайлер записала там один из своих альбомов в конце 1970-х годов. В 2005 году дом Тайлер был показан в польском развлекательном телешоу Zacisze gwiazd, которое рассказывает о домах знаменитостей.
Большую часть своего гонорара Тайлер и Салливан инвестировали в недвижимость. По данным интервью 1999 года, они владели сельскохозяйственными угодьями в Португалии и Новой Зеландии, 22 домами в Беркшире и Лондоне и 65 конюшнями В интервью 2013 года Тайлер заявила, что ферма в Новой Зеландии была преобразована в молочную ферму через двенадцать лет после того, как они купили землю.

## Группа
Концертный состав Бонни Тайлер:
- Кит Атак — гитара[67]
- Мэтт Прайор — гитара
- Эд Пул — бас-гитара
- Джон Янг — клавишные
- Грэм Рольф — ударные

## Дискография

### Студийные альбомы
- The World Starts Tonight (1977)
- Natural Force (1978)
- Diamond Cut (1979)
- Goodbye to the Island (1981)
- Faster Than the Speed of Night (1983)
- Secret Dreams and Forbidden Fire (1986)
- Hide Your Heart (1988) также известен как Notes From America (1988)
- Bitterblue (1991)
- Angel Heart (1992)
- Silhouette in Red (1993)
- Free Spirit (1995)
- All in One Voice (1998)
- Heart Strings (2003) также известен как Heart & Soul (2002)
- Simply Believe (2004)
- Wings (2005) также известен как Celebrate (2006)
- Rocks and Honey (2013)
- Between the Earth and the Stars (2019)
- The Best Is Yet to Come (2021)

### Избранные синглы
- «It’s a Heartache» (1977)
- «Total Eclipse of the Heart» (1983)
- «Holding Out for a Hero» (1984)